# Diocesi di Venado Tuerto
La diocesi di Venado Tuerto (in latino Dioecesis Cervi Lusci) è una sede della Chiesa cattolica in Argentina suffraganea dell'arcidiocesi di Rosario. Nel 2022 contava 227.000 battezzati su 247.000 abitanti. È retta dal vescovo Han Lim Moon.

## Territorio
La diocesi comprende nella provincia di Santa Fe il dipartimento di General López per intero e parte dei dipartimenti di Caseros e di Constitución.
Sede vescovile è la città di Venado Tuerto, dove si trova la cattedrale dell'Immacolata Concezione.
Il territorio si estende su 14.000 km² ed è suddiviso in 44 parrocchie.

## Storia
La diocesi è stata eretta il 12 agosto 1963 con la bolla Summorum Pontificum di papa Paolo VI, ricavandone il territorio dalla diocesi di Rosario, che fu contestualmente elevata al rango di arcidiocesi metropolitana.
Il 29 maggio 1979, con la lettera apostolica Die undetricesimo, papa Giovanni Paolo II ha confermato la Beata Maria Vergine, venerata con il titolo dell'Immacolata Concezione, patrona principale della diocesi.

## Cronotassi dei vescovi
Si omettono i periodi di sede vacante non superiori ai 2 anni o non storicamente accertati.
- Fortunato Antonio Rossi † (12 agosto 1963 - 11 novembre 1977 nominato vescovo di San Nicolás de los Arroyos)
- Mario Picchi, S.D.B. † (31 marzo 1978 - 19 giugno 1989 dimesso)
- Paulino Reale Chirina † (19 giugno 1989 - 16 dicembre 2000 ritirato)
- Gustavo Arturo Help (16 dicembre 2000 - 26 ottobre 2021 ritirato)
- Han Lim Moon, succeduto il 26 ottobre 2021

## Statistiche
La diocesi nel 2022 su una popolazione di 247.000 persone contava 227.000 battezzati, corrispondenti al 91,9% del totale.
| anno | popolazione | popolazione | popolazione | presbiteri | presbiteri | presbiteri | presbiteri                | diaconi | religiosi | religiosi | parrocchie |
| anno | battezzati  | totale      | %           | numero     | secolari   | regolari   | battezzati per presbitero | diaconi | uomini    | donne     | parrocchie |
| ---- | ----------- | ----------- | ----------- | ---------- | ---------- | ---------- | ------------------------- | ------- | --------- | --------- | ---------- |
| 1966 | 160.000     | 175.000     | 91,4        | 32         | 31         | 1          | 5.000                     |         | 38        | 83        | 27         |
| 1970 | 170.000     | 190.000     | 89,5        | 28         | 27         | 1          | 6.071                     |         | 12        | 82        | 27         |
| 1976 | 165.000     | 170.000     | 97,1        | 26         | 25         | 1          | 6.346                     |         | 12        | 52        | 29         |
| 1980 | 165.000     | 179.000     | 92,2        | 33         | 30         | 3          | 5.000                     |         | 16        | 44        | 32         |
| 1990 | 180.000     | 200.000     | 90,0        | 49         | 41         | 8          | 3.673                     |         | 19        | 43        | 50         |
| 1999 | 207.000     | 216.000     | 95,8        | 44         | 36         | 8          | 4.704                     |         | 18        | 34        | 35         |
| 2000 | 209.000     | 218.000     | 95,9        | 46         | 38         | 8          | 4.543                     |         | 18        | 35        | 35         |
| 2001 | 211.000     | 220.000     | 95,9        | 42         | 36         | 6          | 5.023                     |         | 13        | 36        | 44         |
| 2002 | 203.800     | 212.000     | 96,1        | 41         | 35         | 6          | 4.970                     |         | 14        | 36        | 44         |
| 2003 | 203.800     | 212.000     | 96,1        | 43         | 37         | 6          | 4.739                     |         | 18        | 39        | 45         |
| 2004 | 200.000     | 210.000     | 95,2        | 41         | 35         | 6          | 4.878                     |         | 19        | 32        | 45         |
| 2010 | 206.000     | 216.000     | 95,4        | 33         | 29         | 4          | 6.242                     |         | 13        | 24        | 43         |
| 2014 | 215.000     | 225.000     | 95,6        | 35         | 30         | 5          | 6.142                     |         | 8         | 25        | 43         |
| 2017 | 221.600     | 231.860     | 95,6        | 35         | 31         | 4          | 6.331                     |         | 9         | 25        | 43         |
| 2020 | 228.400     | 239.000     | 95,6        | 34         | 30         | 4          | 6.717                     |         | 9         | 24        | 44         |
| 2022 | 227.000     | 247.000     | 91,9        | 30         | 26         | 4          | 7.566                     |         | 9         | 24        | 44         |